# Thevenetimyia lactifer
Thevenetimyia lactifer är en tvåvingeart som först beskrevs av Osten Sacken 1877.  Thevenetimyia lactifer ingår i släktet Thevenetimyia och familjen svävflugor. Inga underarter finns listade i Catalogue of Life.